# 高山征輝
高山 征輝（たかやま せいき、1971年7月29日 - ）は、日本のミュージシャンである。本名、三好 裕（みよし ゆたか）。福岡県久留米市出身。福岡県立久留米農芸高等学校（現・福岡県立久留米筑水高等学校）卒業。
1993年、ZYYGのボーカリストとしてシングル「君が欲しくてたまらない」（作詞：上杉昇、作曲：織田哲郎）でデビュー。同曲や「ぜったいに 誰も」のヒットで知られる。

## 来歴
- 1992年 - BADオーディションに合格。同期は、元BAAD、現doaの大田紳一郎。
- 1993年 - 栗林誠一郎とZYYGを結成。その後、上杉昇作詞、織田哲郎作曲の「君が欲しくてたまらない」でデビューし、ヒット曲となった。翌年には、後藤康二、藤本健一が正式メンバーになり、アルバム「GO-WILD」リリース後、栗林が脱退し、新ベーシストの加藤直樹が加入する。
- 1999年 - ZYYG解散。
- 2000年 - TAKUYA（飯島拓也）とBMF（Being MUSIC FACTORY INC.）のディレクターを介し知り合い、DEMO制作に入る。
- 2003年 - BON-BON BLANCOのアルバム「BEAT GOES ON」の収録曲「LIVE」にて、作曲家デビュー。
- 2003年-2004年 - 「三好裕」名義で、ギタリストのTAKUYA（飯島拓也）とドラムの大場鷹と「aiZia」（エイジア）を結成。数回のライブ活動の後、解散。
- 2006年2月11日 - 後藤康二、加藤直樹、藤本健一と共にZYYGラストライブ「LIVE ROCKIN' HIGH Final-ONE AND ONLY MEMORIES-」に参加。
- 2019年4月1日 - ZYYG再結成を発表。7月14日と21日に復活ライブ「LIVE ROCKIN' HIGH～Dreamers～」を実施。

## 人物
- ZYYGにおいてはイニシアティブを握る人物であり、音楽性、ビジュアル面等トータル的にZYYGの牽引役を担った。
- いわゆる親分肌であり、メンバー、ファンからも慕われている。
- 歌詞等でも感じられるような男臭い人物だが、熱血漢とは限らず「ライブの時は結構クールに客席を見ている」のような発言もある。
- 一方では「今度のアルバム（「SWEET PUNKS」のこと）は『社会をまっすぐに生き抜いて行こう』というような奴は聴かなくて良いです」のような発言から、ファンサービス的な意味合いがあるとしても自信家、乃至プライドの高い人物像が窺える。
- 酒が呑めない。
- 格闘技（特にプロレス）のファンで、「他に趣味は無い」と言っているが映画も好きなようである。

## 音楽性
- 矢沢永吉、氷室京介のファンであることは知られているが、他に沢田研二、石橋凌、X JAPANのToshl、ブライアン・アダムス、デビッド・ボウイ等の影響も明言している。分けてもARBを始めとしためんたいロックには強いこだわりがあり、ZYYGの3rdアルバム「SWEET PUNKS」でその嗜好を存分に披露している。またブリティッシュ・サウンドへの愛着も強い。
- 歌唱は独特であり、時に「発音が不明瞭」との批判的言辞に晒されるが（意図的にそのように歌っている曲もある）、高音から低音まで声域は広く、ハスキーな声質は本人の性格と相俟って男性的、野性的でワイルドなイメージを想起させる。
- ライブパフォーマンスはMCも担当し、バンドマン以外の一般的オーディエンスの視線を一身に浴びている。PV等ではマイクスタンドも多く用いているが、実際のライブではあまり使わないようである。

## エピソード
- 「ZYYG」の名付け親として知られている。
- 「君が欲しくてたまらない」、ZYYG,REV,ZARD&WANDSとしての「果てしない夢を」、「雨に濡れて」以外は、全て作詞を手がけている。
- 「vocal compilation 90's hits Vol.1〜male〜 at the BEING studio」で「MASAKI TAKAYAMA」と誤植されてしまった
- 初めて結成したバンドはARBのコピーバンドだった。
- 13歳頃までギタリストを志していたが、イングヴェイ・マルムスティーンを聴いて挫折した。
- 中学時代は暴走族の一員であったようで、卒業式の日に特攻服を燃やした思い出がある。その時の記憶から「LULLABY」等の楽曲が生まれた。
- 熱狂的な矢沢永吉のファンで、「成りあがり」を読んで感動した。
- 鈍行で久留米から上京した。
- 「Dreamer」（「Noizy Beat」収録）のレコーディングで後藤と意見が分かれ、家に帰ってしまったことがある。
- アマチュア時代、別々のバンドで後藤と同じコンテストに出たことがあった。結果は後藤が全国大会優勝、高山は地方予選落ちだった。

## 参加バンド
- ZYYG
- aiZia- ZYYG解散後の2003年にギタリストのTAKUYA(飯島拓也）と結成。当初は2人組のユニットに、東 洋一郎（ベース）、大場　鷹（ドラムス）、草刈浩司（ギター）の3人のサポートを加えた5人編成で、後に大場　鷹が正式にメンバーとなる。

2003年8月21日～12月26日までの間に5回ライブを行い（但し全て対バン形式）、2004年にオムニバスアルバム「楽感奏庵」に2曲録音した後、解散。